# Анис, Мухаммед
Мухаммед (Мухаммад) А́нис (араб. محمد أنيس‎; 21 августа 1921, Гиза — 28 августа 1986, Каир) — египетский историк, основатель школы исследований социальной истории в стране. Профессор Каирского университета, руководитель Центра по изучению новейшей истории Египта. Считался ведущим египетским историком-марксистом.

## Биография
В юности находился под влиянием левого течения внутри партии Вафд. Закончил Каирский университет в 1942 году, докторскую диссертацию «Интерес Великобритании к Египту в XVIII веке» защитил в 1950 году в Бирмингемском университете. Руководил диссертациями Абдель Азима Рамадана «Развитие национального движения в Египте в 1918—1936 годах» и Али Бараката «Развитие сельскохозяйственной собственности в Египте и её влияние на политическое движение 1846—1914 годов».
Он создал при министерстве культуры Центр документов по современной истории Египта и руководил им в период с 1967 по 1975 год. Он также основал исследовательский отдел газеты «Аль-Джумхурия» и центр изучения истории при газете «Аль-Ахрам», некоторое время проработал заместителем главного редактора журнала «Аль-Катиб». Стал видным членом Арабского социалистического союза,  принимал активное участие в преобразованиях эпохи Гамаля Абдель Насера. Умер в 1986 году в возрасте 65 лет.

## Работы
Автор работ и публикаций, в основном по истории Египта XX века, в том числе накануне и в годы Второй мировой войны. Среди произведений Аниса — «Каирский пожар в политической истории Египта», «Османская империя и арабский Восток (1415—1914 гг.)», «Исследования документов революции 1919 года», «Страницы из истории лидера Мустафы Камеля», «Англия и Суэцкий путь в XVIII веке», «Египетская историческая школа в османскую эпоху» (1962), «Тайная переписка между Саадом Заглулом и Абдаррахманом Фахми» (1963), «Революция 23 июля 1952 г. и ее исторические корни» (1969, совместно с М. Харразом). Особенно известен был его двухтомник о Египетской революции 1919 года (1963).